# Mind Your Business (песня)
«Mind Your Business» (с англ. — «Не твоё дело») — песня Бритни Спирс и Will.i.am, выпущенная в 2023 году. Сингл стал четвёртой совместной работой исполнителей — ранее они записали Big Fat Bass (2011), Scream & Shout (2012) и It Should Be Easy (2013). Трек выполнен в стиле EDM с космическими синтезаторами и роботизированным вокалом.

## Предыстория и релиз
Впервые о новой коллаборации с Бритни Спирс Will.i.am намекнул в сентябре 2022 года — на шоу Good Morning Britain он заявил, что «есть кое-что в работе», но не стал давать подробности. Официально о новом сингле Will.i.am объявил 17 июля 2023 года в социальных сетях. Он выложил ролик, в котором использовались фрагменты из коллаборации 2012 года Scream & Shout и строчка из новой песни: «Mind your business, b*tch» (с англ. — «Не лезь не в своё дело, с*ка»).
Сингл был выпущен 21 июля 2023 года на стриминговых музыкальных сервисах. На обложке дуэт стоит спиной друг к другу в чёрных костюмах с оттенками розового. При этом фотографии обоих исполнителей взяты из архива, в частности использовали фотографию Бритни Спирс из фотосессии 2003 года.
В интервью журналу Vogue Бритни рассказала, что эту песню они записали «много лет назад». По всей видимости, трек был записан для альбома Britney Jean (2013), продюсером которого был Will.i.am, но по какой-то причине не вошёл в финальный трек-лист. Will.i.am также спродюсировал для Бритни альбом Femme Fatale (2011).
Это второй релиз Бритни Спирс после её 14-летней опеки — за год до Mind Your Business Бритни выпустила Hold Me Closer с Элтоном Джоном. В том же месяце, когда вышел трек с Will.i.am, певица анонсировала выход собственных мемуаров «The Woman in Me».
Сингл не получил никакого промоушена за исключением нескольких интервью и публикаций в социальных сетях.
1 сентября состоялся релиз ремикса от Дэвида Гетта.

## Композиция
Лирика посвящена теме СМИ и медиа и их влиянию на жизнь исполнителей. Бритни Спирс не раз обращалась к этой теме ранее, в частности, в песнях Overprotected (2001), My Prerogative (2004), Piece Of Me (2007), Kill the Lights (2008) и I Wanna Go (2011). Спирс агрессивно высмеивает неослабевающий общественный интерес вокруг неё после прекращения опеки и выражает стремление к конфиденциальности. «Если вы такой человек, как Бритни, который не может даже пойти в супермаркет без камер или без кого-то, кто хочет знать каждый ее шаг, это ужасно», — говорил Will.i.am в одном из интервью. «Каждый может столкнуться с тем, что его конфиденциальность нарушена — и это Mind Your Business».

## Отзывы критиков
Mind Your Business получил противоречивые отзывы музыкальных критиков. Большинство претензий касались повторяющейся лирики, слишком обработанного голоса Бритни, а ещё использования старых фотографий на обложке, что подвергло сомнению участие поп-принцессы в проекте и даже породило слухи об использовании искусственного интеллекта. С другой стороны, такие издания, как Harper’s Bazaar и Consequence, напротив, оценили весёлое и танцевальное звучание и назвали сингл «триумфальным возвращением» Спирс к музыке.

## Представление сингла в чартах
Сингл не добился особого коммерческого успеха. Mind Your Business занял первое место в чарте Billboard Dance/Electronic Digital Song Sales с с более чем 4600 цифровых продаж за первую неделю и восьмое в чарте Dance/Electronic Songs. Спустя четыре недели в чарте сингл опустился на 47-е место. Он также достиг 12-го места в чарте Digital Songs. После выпуска ремикса Дэвида Гетты снова вошел в чарт Dance/Electronic Songs на 33-е место.
Кроме того, Mind Your Business попал в различные чарты цифровых продаж по всему миру, в том числе на 8-е место в Германии, на 11-е место в чарте продаж синглов в Великобритании и на 16-е место в Канаде. Также песня попала в официальные чарты Израиля и Эквадора.

## Трек-лист
- Digital download and streaming
  1. Mind Your Business — 3:15
- CD
  1. Mind Your Business — 3:16
  2. Mind Your Business (radio edit) — 3:13
- Digital download and streaming (David Guetta remix)
  1. Mind Your Business (David Guetta remix) — 1:58